# Valiato de Erzurum
El valiato de Erzurum (en turco otomano: ولايت ارضروم, Vilâyet-i Erzurum‎) era una división administrativa de primer nivel (valiato) del Imperio otomano. 
El valiato de Erzurum compartía fronteras con los imperios persa y ruso en el este y noreste, en el norte con el valiato de Trebisonda, en el oeste con el valiato de Sivas, y en el sur con los valiatos de Bitlis, Mamuret-ul-Aziz y Van. 
A principios del siglo XX, según se informa, tenía un área de 29 614 millas cuadradas (76 700,3 km²), mientras que los resultados preliminares del primer censo otomano de 1885 (publicado en 1908) dieron una población de 645 702. La precisión de las cifras de población varía de "aproximada" a "meramente conjetura" según la región de la que se obtuvieron. Era uno de los seis valiatos armenios en la parte oriental de Anatolia y, antes de la Primera Guerra Mundial, vivían allí muchos armenios, al igual que los georgianos, los griegos pónticos y los griegos del Cáucaso, y otros grupos étnicos, tanto musulmanes como cristianos [principalmente ortodoxos griegos y apostólico armenio (ortodoxo/gregoriano)].

## Historia
El eyalato de Erzurum fue una de las primeras provincias otomanas en convertirse en valiato después de una reforma administrativa en 1865, y en 1867 se había reformado en el valiato de Erzurum.
En 1875 se dividió en seis valiatos: Erzurum, Van, Hakkari, Bitlis, Hozat (Dersim) y Kars-Çildir. En 1888, por orden imperial, Hakkari se unió al valiato de Van y Hozat a Mamuret ul-Aziz.
Las regiones de Kars y Çildir se perdieron en la guerra ruso-turca (1877-1878) y se cedieron al Imperio ruso, que la administró como el óblast de Kars hasta 1917. 

## Divisiones administrativas
Sanjacados del valiato:
1. Sanjacado de Erzurum (Erzurum, Pasinler, Bayburt, İspir, Tercan, Tortum, Yusufeli, Kiğı, Narman, Hınıs)
2. Sanjacado de Erzincan (Erzincan, Pülümür, Refahiye, İliç, Kemah )
3. Sanjacado de Bayezid (Doğubeyazıt, Eleşkirt, Diyadin, Tutak, Ağrı)

## Demografía
En 1893, había en total 19 kaza (distritos). En toda kaza, los musulmanes (sunitas y alevíes) eran mayoría. El porcentaje más bajo de musulmanes (64%) estaba en la kaza de Hınıs. La mayoría de los protestantes y católicos eran armenios. 